# 静岡県立三ヶ日高等学校
静岡県立三ヶ日高等学校（しずおかけんりつ みっかびこうとうがっこう）は、静岡県浜松市北区 (現：浜名区) 三ヶ日町釣にあった公立高等学校。
1922年（大正11年）創立。2015年（平成27年）、静岡県立引佐高等学校および静岡県立気賀高等学校とともに、静岡県立浜松湖北高等学校に再編整備のため、閉校した。ポカリスエットのCM撮影にも使われた。
主な卒業生に長谷川忍（シソンヌ、お笑いコンビ）がいる。

## 沿革
- 1922年4月22日 - 三ヶ日自彊学校を設置
- 1923年2月23日 - 三ヶ日町立女子技芸学校を廃止し、三ヶ日実科高等女学校を認可される
- 1936年4月1日 - 三ヶ日町立自彊青年学校を廃止し、乙種実業学校三ヶ日実業学校を設置
- 1940年3月25日 - 三ヶ日実科高等女学校を廃止、実業学校に女学部併置の件認可される
- 1943年3月17日 - 三ヶ日町他4ヶ村、静岡県三ヶ日実業学校組合設立者となり、商科を廃止し、男子部を男子農学部に、女学部を女子部に変更の件認可され、甲種に昇格される
- 1948年4月1日 - 静岡県立三ヶ日高等学校に移管並びに移行され、普通科と農業科を置く
- 1948年9月14日 - 定時制を開校する
- 1963年4月1日 - 農業科は柑橘科として新発足
- 1971年3月31日 - 定時制課程閉校
- 1972年3月31日 - 柑橘科閉科
- 2000年4月1日 - 4類型（コース）制導入（総合文理・環境・福祉・情報ビジネス）
- 2015年3月1日 - 静岡県立三ヶ日高等学校 卒業式並びに、閉校式が挙行される
- 2015年3月31日 - 静岡県立三ヶ日高等学校閉校（創立93年）[1]

## 交通
- 天竜浜名湖鉄道 三ヶ日駅より徒歩15分
- 遠鉄バス - 浜松駅バスターミナル 15番ポールより「尾張町 市役所 聖隷三方原病院 気賀 三ヶ日」線に乗車し、「三ヶ日車庫」バス停にて下車

## 跡地利用
高校跡地は、三ヶ日町農業協同組合に売却。跡地には2020年10月を目処に柑橘選果場が稼動する予定。